# 岩徳線
岩徳線（がんとくせん）は、山口県岩国市の岩国駅から周防高森駅を経て同県周南市の櫛ケ浜駅に至る西日本旅客鉄道（JR西日本）の鉄道路線（地方交通線）である。

## 概要
全線非電化、単線の路線だが元来は山陽本線の短絡線として計画され、旧山陽道に沿うルートで建設された歴史的経緯があり、やや急な勾配と長いトンネル区間を有する。
全区間を広島支社の山口エリア統括部が管轄している。路線図や駅掲示時刻表のシンボルで使用されているラインカラーは青緑（■）。
山陽本線の岩国駅 - 櫛ケ浜駅間、山陽新幹線の新岩国駅 - 徳山駅間は経路特定区間に指定されており、この区間を通過する場合の運賃・料金は岩徳線経由の営業キロおよび対応する運賃計算キロで計算する。経路特定区間の山陽本線はICOCAのエリア内だが、岩徳線はICOCAのエリアに含まれておらず、全区間の通過利用も含めて岩徳線でICOCAを使用することは出来ない。

### 路線データ
- 管轄（事業種別）：西日本旅客鉄道（第一種鉄道事業者）
- 区間（営業キロ）：岩国駅 - 高水駅 - 櫛ケ浜駅間 43.7km
  - 川西駅 - 森ヶ原信号場間 (1.9km) は、錦川鉄道錦川清流線と重複
- 軌間：1067mm
- 規格：甲線
- 駅数：15（起終点駅含む。ほかに信号場1）
  - 岩徳線所属駅に限定した場合、山陽本線の所属である岩国駅と櫛ケ浜駅[6]が除外され、13駅となる。
- 複線区間：なし（全線単線）
- 電化区間：なし（全線非電化）
- 閉塞方式：自動閉塞式
- 最高速度：95km/h
- 運転指令所：中国総合指令所広島指令所
- IC乗車カード対応区間：なし

## 運行形態
各駅に停車する普通列車のみで快速列車などは設定されていない。岩国駅 - 徳山駅間の列車が1時間 - 3時間に1本程度が運転されている。土曜・休日以外の朝には周防高森発岩国行きの列車がある。この区間列車以外はすべて山陽本線に乗り入れ、徳山駅発着で運転される。このほか、岩国駅 - 川西駅 - 森ヶ原信号場間には錦川鉄道錦川清流線の列車が乗り入れている。
かつてJR西日本が閑散線区において線路保守のために月1回程度、日中の列車を運休していたときは、当線もその対象となっており、奇数月の第2水曜日に日中運休していた。ただし、岩国駅 - 森ヶ原信号場間に乗り入れる錦川鉄道の列車は、当該運休時間帯でも運休していなかった。一部を除きワンマン運転を実施している。
運用車両はすべて下関総合車両所（旧・山口鉄道部車両管理室）配置のキハ40形かキハ47形である。キハ40形では2 - 3両で運転している場合もある。車両所のある新山口駅と徳山駅の間で回送列車が運行されている。この回送列車は2006年3月17日まで旅客を扱う岩徳線経由の新山口発岩国行きの営業列車として運行されていた。またかつては、逆の岩国発新山口行き（岩徳線経由）も運行されていた。国鉄時代からJR発足初期には新南陽駅を発着する列車もあった。
列車の速度は山陽本線経由より遅いものの、距離が短いため、ダイヤによっては当線の列車が山陽本線の先発列車を追い抜く形で岩国駅や徳山駅に先着するケースもある。例えばかつて山陽本線下りで、山陽本線の普通列車が岩徳線より数分先発するものの、貨物列車の待避のために柳井駅にて数分停車するため徳山駅には岩徳線の列車が先着するケースが見られた。2018年12月時点のダイヤではそのような事例はない。また下り始発の岩国駅4時59分発の徳山行きは、山陽本線では列車の運行がない時間帯に運行されており、終着駅まで先着で行くことが可能なダイヤとなっている。
国鉄時代から運行本数が少なく、国鉄末期に昼間毎時1本程度にまで増発されたものの、2002年に1時間 - 1時間半毎程度に削減され、その後も削減傾向にあり、2024年現在は3時間ほど運行のない時間帯がある。

## 利用状況

### 平均通過人員
各年度の平均通過人員（人/日）および旅客運輸収入は以下のとおりである。
| 年度                   | 平均通過人員（人/日） | 旅客運輸収入 （百万円） | 出典   |
| 年度                   | 岩国 - 櫛ケ浜         | 旅客運輸収入 （百万円） | 出典   |
| ---------------------- | --------------------- | ----------------------- | ------ |
| 2013年度（平成25年度） | 1,347                 | 205                     | [ 8 ]  |
| 2014年度（平成26年度） | 1,279                 | 204                     | [ 9 ]  |
| 2015年度（平成27年度） | 1,330                 | 209                     | [ 10 ] |
| 2016年度（平成28年度） | 1,312                 | 203                     | [ 11 ] |
| 2017年度（平成29年度） | 1,296                 | 197                     | [ 12 ] |
| 2018年度（平成30年度） | 1,171                 | 168                     | [ 13 ] |
| 2019年度（令和元年度） | 1,246                 | 185                     | [ 14 ] |
| 2020年度（令和02年度） | 1,090                 | 137                     | [ 15 ] |
| 2021年度（令和03年度） | 1,064                 | 139                     | [ 16 ] |
| 2022年度（令和04年度） | 1,071                 | 147                     | [ 17 ] |
| 2023年度（令和05年度） | 1,066                 |                         | [ 18 ] |

### 収支・営業系数
各3か年平均の収支（運輸収入、営業費用、営業損益）、営業係数、収支率は以下のとおりである。▲はマイナスを意味する。
| 年度                                       | 収支（億円） | 収支（億円） | 収支（億円） | 営業 係数 （円） | 収支率 | 出典   |
| 年度                                       | 運輸 収入    | 営業 費用    | 営業 損益    | 営業 係数 （円） | 収支率 | 出典   |
| ------------------------------------------ | ------------ | ------------ | ------------ | ---------------- | ------ | ------ |
| 2017 - 2019年度（平成29 - 令和元年度）平均 | 1.8          | 7.2          | ▲5.4         | 394              | 25.4%  | [ 19 ] |
| 2018 - 2020年度（平成30 - 令和2年度）平均  | 1.6          | 7.3          | ▲5.6         | 445              | 22.5%  | [ 19 ] |
| 2019 - 2021年度（令和元 - 3年度）平均      | 1.5          | 7.3          | ▲5.8         | 476              | 21.0%  | [ 20 ] |
| 2020 - 2022年度（令和2 - 4年度）平均       | 1.4          | 7.0          | ▲5.6         | 494              | 20.2%  | [ 21 ] |
| 2021 - 2023年度（令和3 - 5年度）平均       | 1.5          | 7.5          | ▲6.0         | 511              | 19.6%  | [ 22 ] |

### 地元との協議
2022年4月にJR西日本が公開した営業成績によると、当線は全線が赤字とされ、2017年度から2019年度までの平均値で営業係数は394、赤字額は5.4億円を計上しており、2018年度から2020年度までの平均値ではそれぞれ445、5.6億円となっている。これに基づき、沿線自治体（周南市・下松市・岩国市）と山口県、JR西日本からなる「JR岩徳線利用促進委員会」において「課題を共有し、地域のニーズを踏まえた議論をしたい」として協議を求めている。

## 歴史

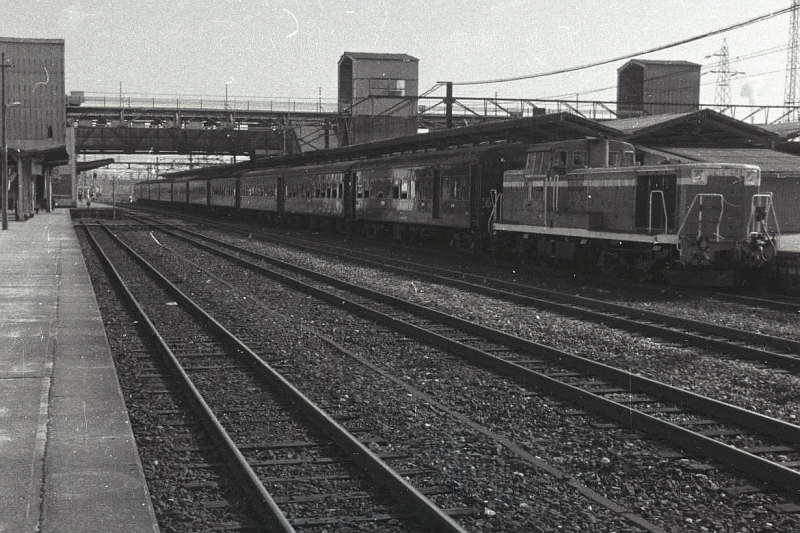
岩国駅停車中の午前の岩徳線客車列車徳山行き。機関車はDE10 1053。（1976年）

1920年代に建設が始められた岩徳線は、1934年に全通に至った。全通後はただちに山陽本線の一部とされ、元の山陽本線部分は柳井線と改称された。しかしその後、山陽本線の複線化が計画された際、勾配やカーブが多く、長大トンネル（欽明路トンネル）をもう1本掘らねばならないことから、複線化は元の山陽本線である柳井線経由で実施されることとなった。柳井線は1944年に複線化が完了して山陽本線に再編入され、こちらは岩徳線に改称し地域輸送路線となり、その後特急・急行などの優等列車が運行されることはなかった。なお、山陽本線はその後電化されたが、岩徳線の電化は行われず、一時期あった電化計画も白紙に戻されている。
戦前、山陽本線の一部だったその経緯から全通時に開業した駅の構内は幹線級の有効長が確保されており、非常に長い。かつては午前、午後各1往復の客車列車があり、1971年までは蒸気機関車（昭和30年代にはC62形、D51形が入線、のちにはD51形のみ）、以後はディーゼル機関車（DE10形）が牽引、オハニ36形を含む旧型客車10両の長大編成も見られたが、その後50系客車に置き換えられた後に廃止。現在では最長でも朝夕に2 - 3両編成の気動車が発着するだけで、その機能を持て余している。しかしながら、山陽本線岩国駅 - 櫛ケ浜駅間が災害などで不通になった際には迂回路として使用された実績もある。
山陽本線は海側の柳井経由に戻ったが、現在は山陽新幹線と山陽自動車道、国道2号が距離の短い岩徳線に並行するルートを通っている。

### 年表

#### 岩徳東線
- 1929年（昭和4年）4月5日：岩徳線として麻里布駅 - 岩国駅間 (2.3M) が開業。岩国駅（2代目、現在の西岩国駅）が開業[25]。ガソリン動車（キハニ5000形）を運行[26]。
  - 開業と同時に、1909年に岩国町で運行が開始されていた路面電車の岩国電気軌道が、並行路線となるため廃止[27]。
- 1930年（昭和5年）4月1日：営業距離の単位をマイルからメートルに変更（2.3M→3.7km）
- 1932年（昭和7年）5月29日：岩徳西線開業に伴い、岩徳東線に改称[28]。

#### 岩徳西線
- 1932年（昭和7年）5月29日：岩徳西線として櫛ケ浜駅 - 周防花岡駅間 (3.9km) が開業。周防花岡駅が開業[29]。
- 1934年（昭和9年）3月28日：周防花岡駅 - 高水駅間 (11.0km) 延伸開業。周防久保駅・勝間駅・高水駅が開業[30]。

#### 全通後
- 1934年（昭和9年）12月1日：岩国駅 - 高水駅間 (25.1km) が延伸開業し全通[31]。山陽本線に新規開業区間・岩徳東線・岩徳西線を編入。柱野駅・玖珂駅・周防高森駅・米川駅が開業[32]。柳井経由のルートが山陽本線から分離され柳井線となる[27]。
- 1942年（昭和17年）4月1日：麻里布駅が岩国駅（3代目）に、岩国駅（2代目）が西岩国駅に改称[27]。
- 1943年（昭和18年）3月31日：自動信号が設置される[26]。
- 1944年（昭和19年）10月11日：山陽本線から分離され、岩国駅 - 櫛ケ浜駅間 (43.7km) が岩徳線となる[33]。柳井線が山陽本線に編入される[27]。
- 1956年（昭和31年）4月16日：ディーゼルカー運転開始[26]。
- 1960年（昭和35年）
  - 4月16日：川西駅が開業[27]。
  - 11月1日：岩日線の開業に伴い、森ヶ原信号場が新設[27]。
- 1965年（昭和40年）11月1日：自動列車停止装置 (ATS-S) 使用開始[26]。
- 1971年（昭和46年）2月28日：岩徳線での蒸気機関車の運転が終了。翌3月1日よりディーゼル機関車およびディーゼルカーによる無煙化[26]。
- 1974年（昭和49年）10月1日：全線の貨物営業が廃止[27]。
- 1982年（昭和57年）3月10日：全線で列車集中制御装置 (CTC) が導入[34]。CTCセンターは広島駅に設置。
- 1987年（昭和62年）
  - 3月27日：大河内駅・生野屋駅が開業[35]。
  - 4月1日：国鉄分割民営化により、西日本旅客鉄道が全線を継承[27]。
- 1990年（平成2年）9月27日：欽明路駅が開業[27]。
- 1992年（平成4年）3月14日：一部の列車を除きワンマン運転開始[36][37]。
- 1995年（平成7年）10月1日：徳山地域鉄道部発足に伴い、全区間が広島支社直轄から徳山地域鉄道部の管轄になる[38]。
- 2018年（平成30年）
  - 7月6日：平成30年7月豪雨により、全線不通となる[39]。
  - 8月20日：岩国駅 - 周防高森駅間の運転を再開[40]。
  - 9月22日：周防高森駅 - 櫛ケ浜駅間の運転を再開[41]。
- 2019年（令和元年）6月1日：組織改正により山口地域鉄道部が廃止され、同日発足の山口エリア統括部（山口支社）の管轄となる[42]。
- 2021年（令和3年）3月13日 - 最終列車の時刻を上下とも22時台から21時台に繰り上げ。
- 2022年（令和4年）
  - 4月11日：JR西日本から『ローカル線に関する課題認識と情報開示について』発表。営業成績が公開され、岩徳線は全線が「輸送密度（平均通過人員）2,000人/日未満」の線区とされる[19]。
  - 4月27日：JR西日本が岩国市の福田良彦市長に対し、沿線自治体などが参加する「JR岩徳線利用促進委員会」において、今後の路線の在り方に関する協議を要請[23]。
- 2024年（令和6年）9月3日 - 国土交通省の公募事業における実証実験として、岩徳線の一部営業列車を次世代バイオディーゼル燃料を100％使用して運行し、長期的に使用した際の車両性能への影響を確認する予定[43]。バイオディーゼル燃料はフィンランドのエネルギー企業・ネステが製造し伊藤忠商事が調達したものを伊藤忠エネクスを通じて供給を受ける。

## 駅一覧
運行形態上、全ての列車が直通する山陽本線櫛ケ浜駅 - 徳山駅間も記載する。
- 全列車普通列車（全駅に停車）。岩国駅 - 川西駅間では錦川清流線の列車も乗り入れる
- 線路（岩徳線内は全線単線） … ◇・∨・∧：列車交換可能、＊：列車交換可能だが交換時は下り列車のみ客扱い可、｜・＋：列車交換不可（＋：かつては列車交換可能）、||：複線（山陽本線内）
- 全駅山口県内に所在

| 路線名   | 駅名         | 営業キロ | 営業キロ                                             | 接続路線・備考                                           | 線路 | 所在地 |
| 路線名   | 駅名         | 駅間     | 累計                                                 | 接続路線・備考                                           | 線路 | 所在地 |
| -------- | ------------ | -------- | ---------------------------------------------------- | -------------------------------------------------------- | ---- | ------ |
| 岩徳線   | 岩国駅       | -        | 0.0                                                  | 西日本旅客鉄道： ■山陽本線（広島方面：JR-R16・柳井方面） | ∨    | 岩国市 |
| 岩徳線   | 西岩国駅     | 3.7      | 3.7                                                  |                                                          | ◇    | 岩国市 |
| 岩徳線   | 川西駅       | 1.9      | 5.6                                                  | 錦川鉄道：錦川清流線                                     | ｜   | 岩国市 |
| 岩徳線   | 森ヶ原信号場 | -        | (7.5)                                                | （錦川清流線との実際の分岐点）                           | ｜   | 岩国市 |
| 岩徳線   | 柱野駅       | 2.9      | 8.5                                                  |                                                          | ◇    | 岩国市 |
| 岩徳線   | 欽明路駅     | 6.7      | 15.2                                                 |                                                          | ｜   | 岩国市 |
| 岩徳線   | 玖珂駅       | 1.9      | 17.1                                                 |                                                          | ＊   | 岩国市 |
| 岩徳線   | 周防高森駅   | 3.5      | 20.6                                                 |                                                          | ◇    | 岩国市 |
| 岩徳線   | 米川駅       | 3.8      | 24.4                                                 |                                                          | ＋   | 岩国市 |
| 岩徳線   | 高水駅       | 4.4      | 28.8                                                 |                                                          | ◇    | 周南市 |
| 岩徳線   | 勝間駅       | 2.3      | 31.1                                                 |                                                          | ｜   | 周南市 |
| 岩徳線   | 大河内駅     | 2.2      | 33.3                                                 |                                                          | ｜   | 周南市 |
| 岩徳線   | 周防久保駅   | 1.4      | 34.7                                                 |                                                          | ◇    | 下松市 |
| 岩徳線   | 生野屋駅     | 3.3      | 38.0                                                 |                                                          | ｜   | 下松市 |
| 岩徳線   | 周防花岡駅   | 1.8      | 39.8                                                 |                                                          | ＋   | 下松市 |
| 岩徳線   | 櫛ケ浜駅     | 3.9      | 43.7                                                 | 西日本旅客鉄道：■山陽本線（柳井方面）                    | ∧    | 周南市 |
| 山陽本線 | 櫛ケ浜駅     | 3.9      | 43.7                                                 | 西日本旅客鉄道：■山陽本線（柳井方面）                    | ∧    | 周南市 |
| 徳山駅   | 3.4          | 47.1     | 西日本旅客鉄道： 山陽新幹線・■山陽本線（新山口方面） | \|\|                                                     |      | 周南市 |

岩徳線所属駅のうち、西岩国駅・玖珂駅・周防高森駅は簡易委託駅（西岩国駅は改札業務・窓口での切符発売無し）、その他の駅は無人駅である。